# La Forêt perdue
La Forêt perdue est un roman-poème écrit par Maurice Genevoix et publié chez Plon en 1967, alors que l'auteur est âgé de 77 ans.

## Place dans l'œuvre de Genevoix
La Forêt perdue est un ouvrage-clé de l'œuvre de Genevoix. Mais c'est dans l'ensemble de ses livres, qui touchent à l'enfance, à la mort, et à l'accord organique à la création, que l'on trouve les clés de ce roman initiatique. La mort elle-même, chez Genevoix, est la même chez la bête tirée, et chez l'homme tombant au front. Il s'en est expliqué peu de temps avant sa mort, évoquant l'expérience de la mort durant la Première Guerre mondiale : « J'ai eu l'instinct de la chasse, très fort, très vif […], mais je sais depuis […] que l'ombre de la mort dans l'œil d'une perdrix tuée, c'est exactement la même chose ».
Le personnage de Waudru, d'essence plus poétique que réelle, constitue le personnage central du roman. « Il est pauvre parmi les pauvres […]. Mais il voit ». Il incarne de près une figure mythique vers laquelle Genevoix tend inlassablement dans l'ensemble de ses livres consacrés à la Nature : à la question « qui auriez-vous aimé être » du questionnaire de Marcel Proust, Genevoix répond sans surprise : « saint François d'Assise ».
Le thème du Paradis originel
Le parallèle entre la Forêt perdue et le Paradis perdu est à l'évidence immédiat. Le roman a pour scène « la grande forêt gauloise », un monde presque onirique où la poésie touche à la magie, qui s'étendait « hors des hommes, dans ses lointaines profondeurs d'arbres […], et qui gardait tous ses secrets ». Une histoire venue « du fond des temps », vaguement située « vers le Berri, dans une Sologne plus écartée et plus sauvage ». La forêt décrite dans La Forêt perdue se situe entre les communes de Tigy et de Vannes-sur-Cosson, dans le département français du Loiret. Cette propriété du nom de Chérupeaux (nom repris avec exactitude dans le livre) était une des propriétés de son éditeur et ami Sven Nielsen, le fondateur des Presses de la Cité. Maurice Genevoix avait pour habitude de s'y rendre pour écrire au cœur même de la région naturelle de la Sologne qu'il aimait tant. « Quête, exil, Paradis perdu, voilà des mots […] que volontiers je fais miens. Car ils correspondent bien à des étapes de mon cheminement, jusqu'au rythme, aux pulsations de ma quête, des transes qui l'ont conduite, exaltée, poussée plus avant », dira l'écrivain dans la préface d'une réédition de la Forêt perdue. Ajoutant : « Il y a d'autre clés que la psychanalyse ».
Waudru, "petit homme à la peau brûlée", "un berdin, un innocent, une créature des eaux, de la forêt, alliée des bêtes comme lui innocentes", simple parmi les simples, presque divinité, "génie charnu" comme Genevoix les affectionne, a touché le cœur de la forêt. Il sait. Aussi dira-t-il à Florie : "Si tu le veux, je t'apprendrai : le vanneau couvera dans ta robe, le faon poussera sous ta paume son petit front dur et chaud". Et la petite fille saura l'écouter, le moment venu… Dans un état entre le songe et l'extase, proche de la voyance, reprenant à son compte la quête du piqueux, qu'elle entrevoit reculer devant le cerf, acceptant ainsi sa propre condition de mortel, elle en fait même l'expérience magique, avant de quitter définitivement cette forêt perdue : "Pas une bête qui ne vînt à elle, qui ne lui donnât son regard, qui ne léchât, pour peu qu'elle le voulût, sa main offerte".
Un prolongement de La Dernière Harde
Laissant filer sa plume, Genevoix redonne vie à plusieurs personnages de La Dernière Harde (1938). Le Cerf Rouge et le piqueux La Futaie, devenu La Brisée, piqueux de Chérupeaux, y sont à nouveau les protagonistes principaux. Mais la forêt y est cette fois plus profonde, plus secrète, se dérobe davantage. Cette forêt qui invite à une ferveur presque religieuse, où "chaque arbre est comme une colonne d'église", ce cerf royal qui tient son empaumure bien haut "comme un dieu", se défendront contre la quête des hommes.
Dans les dernières lignes du roman, il ne restera plus de cette forêt qu'une image fugitive au petit jour, à peine esquissée : "Cette ligne bleue, là-bas, la forêt". Cette même image qu'il voyait depuis sa chambre, lorsqu'il était enfant, comme il s'en expliquera dix ans plus tard dans Solognots de Sologne, évoquant à nouveau "cette ligne bleue dont j'ai parlé, que je voyais là-bas, chaque matin, de ma fenêtre ouverte au jour naissant, ourler longuement le bord du ciel."

## Analyse de l'œuvre
L'argument
L'histoire découle du serment de La Brisée, âgé de vingt-huit ans : "Il entrerait dans la forêt aussi avant qu'il le faudrait pour toucher ses profondeurs bleues, son cœur même, pour forcer un à un ses créatures et ses secrets, à son gré d'homme et à jamais." Par contraste mais aussi par sagesse, le vieux Seigneur Abdon déclare sur son lit de mort au contraire respecter la forêt "pour qu'il y ait un monde sans hommes, sans armes d'hommes, où la vie et la mort ne voient point transgresser leurs lois, où les bêtes puissent mourir enfin, serait-ce sous la griffe ou la dent, de leur vraie mort de bêtes, de leur "belle mort".
La symbolique
On y retrouve, comme dans Raboliot, le thème de l'homme tout abandonné à sa passion, partagé entre sa condition d'homme et la quête secrète qui l'anime. Tout au long de l'œuvre, les héros évoluent autour du mythe de la recherche d'un Paradis perdu. La Brisée et Bonavent, fils d'Abdon, tenteront de pénétrer la forêt, d'en percer le secret, d'en toucher le cœur. En vain car cette forêt "n'avouait rien de ses secrets", les ignorant superbement, vivant "de toute part, sauf à la place où ils étaient couchés".
Florie, fille de Bonavent, revêtue d'une "sensibilité profonde", pure dans la fraîcheur de son enfance, connaît seule le chemin qui mène au cœur de la forêt, au Paradis perdu lui-même. Le piqueux La Brisée, malgré sa science des bêtes, apparaît au contraire maladroit, malmené par sa condition d'adulte : "On eût dit qu'il prenait à cœur de toujours réfréner l'enthousiasme qu'il avait lui-même provoqué, de dissiper les enchantements qu'il faisait lever sous leurs pas". La forêt s'accorde à l'enfant mais elle se dérobe à l'homme : "La forêt où il l'entraînait, si elle ressemblait tout à coup à celle qu'elle avait rêvée, il suffisait de quelques mots de lui pour que cette ressemblance s'effaçât, pour que la réelle forêt lui refusât ses changeantes couleurs, es frémissements, les voix de son silence".
Dans cette chasse épique, La Brisée courra au-devant de sa propre mort, trompé par la vanité de son rêve d'homme : "Je l'ai rencontré, lui, le Cerf. Je l'aime, Florie, comme la forêt même. Il est son cœur. Que seulement il plie les genoux, qu'il consente, tout s'ouvrira, tout s'éclairera, tout sera nôtre […]. Nous vivrons dans la forêt". Néanmoins clairvoyant, conscient de ses propres errances d'adulte, il confiera deux fois à Florie la charge de mener à bien sa propre quête, précisément par les mêmes mots : "Va, Florie. Va, va, Florie". On retrouve là le message central de l'œuvre de Genevoix : seule la réminiscence de l'enfance peut éclairer notre chemin, et la vraie quête de l'homme peut trouver son accomplissement dans la seule poésie.
Il faut savoir accepter sa condition d'homme. Lorsqu'il écrit ce roman, Maurice Genevoix y a consenti depuis longtemps. Et alors que le Cerf meurt enfin de sa belle mort, et que la forêt se dérobe tout à fait au jour naissant, Florie revêt ses habits de femme et retrouve sa condition de femme.
Analyse littéraire
Dit sur le ton du conte, Genevoix s'adresse régulièrement au lecteur, en l'interpellant.
Les parallèles, les récurrences sont nombreuses au fil de l'œuvre. Les chapitres IX et XI se closent par la même exhortation de La Brisée. De même, La Brisée et Florie expérimenteront tous deux la même course magique, comme un vol suspendu au-dessus des ronciers. Ainsi de Florie : "Elle repartit, son corps ne pesait plus. Au-dessus des ronciers, ses pas la soulevaient sans presque retomber sur le sol. Elle entendait contre ses guêtres siffler les lianes épineuses, elle devinait leur froissement râpeux." La Brisée, quelques années plus tôt, avait lui-même rêvé de cette course, les yeux grand ouverts. Il avait confié ce rêve à Florie : "J'étais vraiment dans la forêt, comme un loup, coulant par-dessus les broussailles des foulées longues qui ne bronchaient jamais. Les ronces pouvaient tendre leurs rets, juste si leurs épines m'éraflaient les jambes au passage".
Par des effets de perspective, Maurice Genevoix sait également dessiner la profondeur d'un regard. Il lui suffit pour cela de présenter l'objet réellement vu en arrière-plan de ce qui semble regardé. Ainsi, à la mort d'Abdon, les yeux de La Brisée aperçoivent, au-delà du lit du mourant, la petite Florie debout dans l'échancrure de la porte. Plus tard, la même Florie entreverra le Cerf, au-delà de la flèche encore fichée dans l'écorce d'un arbre.
Mais comme de coutume chez Genevoix, c'est le charme d'un vocabulaire d'antan, la cadence poétique amicale et l'extraordinaire puissance évocatrice de ses touches successives qui confèrent à ce roman sa dignité littéraire.